# Embaixada da Romênia em Brasília
A Embaixada da Romênia em Brasília é a principal missão diplomática romena no Brasil. Está localizada na Avenida das Nações. Ambos os países estabeleceram ligações em 1928, ano em que os romenos construíram, no Brasil, sua primeira legação na América Latina. O embaixador atual é Stefan Mera.